# Цьвікли-Рупе
Цьвікли-Рупе (пол. Ćwikły-Rupie) — село в Польщі, у гміні Колаки-Косьцельні Замбровського повіту Підляського воєводства.
Населення — 83 особи (2011).
У 1975-1998 роках село належало до Ломжинського воєводства.

## Демографія
Демографічна структура станом на 31 березня 2011 року:
|          | Загалом | Допрацездатний вік | Працездатний вік | Постпрацездатний вік |
| -------- | ------- | ------------------ | ---------------- | -------------------- |
| Чоловіки | 38      | 8                  | 27               | 3                    |
| Жінки    | 45      | 8                  | 25               | 12                   |
| Разом    | 83      | 16                 | 52               | 15                   |